# Paquillo Fernández

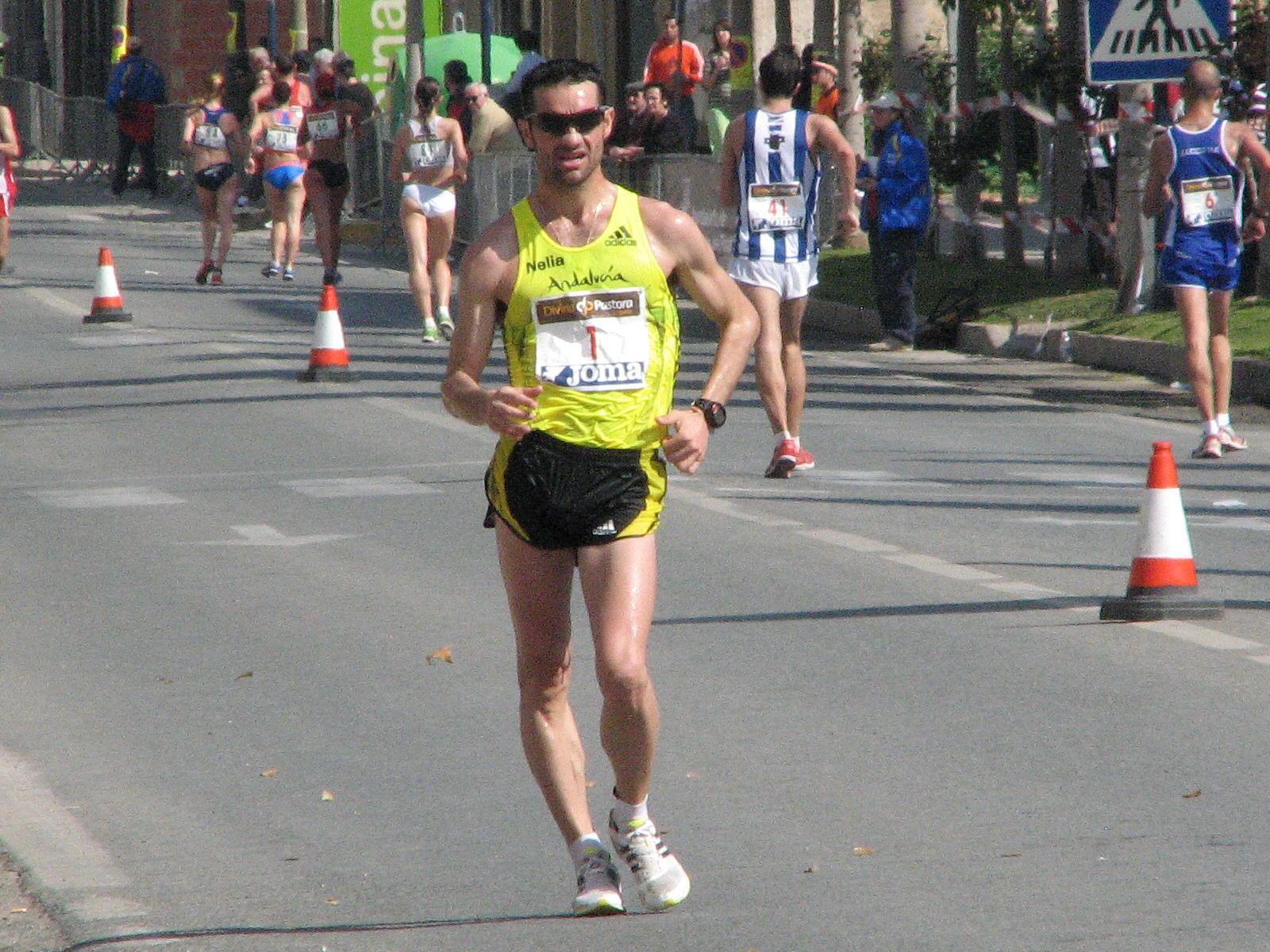
Paquillo Fernández

Francisco Javier Fernández Peláez (Guadix, Granada; 6 de marzo de 1977), más conocido como Paquillo Fernández, es un exatleta español, especialista en marcha atlética. 
Paquillo Fernández es uno de los más destacados deportistas de la historia del atletismo español,  con un palmarés que incluye dos Copas del Mundo y una plata olímpica en la prueba 20 kilómetros de Atenas 2004. Suma, además, dos títulos europeos y es triple subcampeón del mundo.  También es  el atleta Español, que más medallas suma entre Europeos ,Mundiales y JJOO al aire libre, con 7 preseas. 
Posee la plusmarca española de 20 km marcha con 1:17:22 h., establecida en 2002, que en su día también fue plusmarca mundial batida posteriormente por Jefferson Pérez y que continuó como plusmarca europea hasta que fue superada por Vladimir Kanaykin el 29 de septiembre de 2007.
Fue medalla de plata en Atenas 2004, tres veces segundo en campeonatos del mundo (París 2003, Helsinki 2005 y Osaka 2007),bronce Europeo en Budapest 1998 y dos veces campeón de Europa (Múnich 2002 y Gotemburgo 2006) y campeón de España de 20 km marcha desde 1998 a 2004 así como en 2007 y 2011.
Una lesión en el pie derecho a principios del 2004 le impidió participar en la Copa el Mundo de Naumburgo (Alemania). Reapareció en la alta competición en junio con victoria en un GP Marcha Cantones, en La Coruña, donde ha participado y ganado varias veces.
Contra todo pronóstico, el 20 de agosto del 2004 logró en Atenas la medalla de plata de los 20 km, por detrás del italiano Ivano Brugnetti. Dedicó el metal a su entrenador y descubridor Manuel Alcalde, fallecido poco antes.
Ha sido reconocido como el mejor atleta español en varias ocasiones y ha sido incluido entre los mejores atletas del mundo. Posee la Medalla de Andalucía (2003), la Medalla Olímpica del COE (2004) y la Medalla de Oro de la Real Orden del Mérito Deportivo (2007).

## Historial deportivo
Comenzó en el mundo del atletismo en su ciudad natal con 10 años, en una escuela de atletismo de Guadix que supervisaba Manuel Alcalde. La primera beca deportiva que obtuvo fue con 17 años y recibía 220.000 pesetas anuales cuando competía representando al Chapín de Jerez. Con 18 años consiguió ser campeón de España y subcampeón europeo júnior de 10 km marcha. Un año después consiguió ganar todos los campeonatos de España en los que participó y consiguió ser campeón de Europa Junior. En el año 1997 realizando el servicio militar consiguió ser campeón de España de 10 km y subcampeón europeo de 20 km de la marcha en la categoría promesa. En el año 1998 es campeón de España absoluto y bronce en el campeonato de Europa de 20 km marcha.
Ha participado en tres Juegos Olímpicos en su prueba de 20 km marcha, siendo 7° en Sídney 2000, medalla de plata en Atenas 2004 y 7.º en Pekín 2008.
En los Campeonatos del Mundo de Atletismo, ha participado en siete  ocasiones, en su primera participación en Sevilla 1999 tan sólo consiguió ser 16.º, y en Edmonton 2001 no finalizó la prueba. Fue un duro golpe para una persona acostumbrada a disputar los podiums en todas las competiciones en las que participaba, pero se repuso y en sus siguientes participaciones (2003, 2005 y 2007) obtuvo tres subcampeonatos. Doble Campeón de Europa de 20 kilómetros marcha en sus dos últimas participaciones, en la primera obtuvo la medalla de bronce. Entre otras actuaciones, destacan también su medalla de oro en los Juegos Mediterráneos de 2005 en Almería, y la victorias en las Copas del Mundo de marcha celebrada en La Coruña en 2006. y Cheboskary 2008.
La medalla de plata conseguida en los campeonatos del mundo de atletismo de 2007, en Osaka, le convirtió en el atleta español con mayor número de medallas en campeonatos internacionales de la historia, con un total de siete. Dicha medalla fue conseguida después de un recurso presentado, ya que los jueces de la prueba descalificaron a Paquillo por una supuesta irregularidad, posteriormente demostrada como inexistente.
Durante el transcurso de su carrera hasta ahora ha tenido 2 entrenadores:
- Manuel Alcalde, fallecido después de una larga enfermedad y que, como Paquillo manifiesta en una entrevista,[9] le enseñó todo como deportista y como persona.
- Robert Korzeniowski, uno de los mejores marchadores de todos los tiempos reconvertido en entrenador, aplica nuevas técnicas de entrenamiento y ha mantenido hasta principios de 2007 una gran polémica con la RFEA, por sus métodos de entrenamiento y las becas que tendría que recibir por ser entrenador de Paquillo.

En los primeros días de 2013 anuncia su retirada del deporte profesional por falta de motivación para continuar. Jefferson Pérez, uno de sus más grandes rivales, dijo de él “que se retiraba uno de los mejores marchadores de la historia”. 
Actualmente combina varias facetas, una de ellas es la de entrenador de un grupo de marchadores Internacionales, donde resalta la figura de Erick Barrondo, subcampeón Olímpico de Londres 2012. Fue también entrenador de su gran amigo y compañero el Exatleta Robert Heffernan, bronce en los Juegos Olímpico de Londres 2012 y campeón Mundial en Moscú 2013 en 50 km marcha.

## Historial con el dopaje
En el año 2010, se vio involucrado en la operación Grial. Fue sancionado por la IAAF por un periodo de dos años, se le rebajó la sanción a un año, tras su colaboración en la investigación.

## Mejores marcas
| Representando España | Representando España            | Representando España          | Representando España | Representando España |
| Año                  | Competición                     | Lugar                         | Resultado            | Distancia            |
| -------------------- | ------------------------------- | ----------------------------- | -------------------- | -------------------- |
| 2002                 | Meeting Internacional de Marcha | Turku, Finlandia              | 1h:17:22             | 20 km                |
| 2008                 | Cto. España Absoluto Pista      | Tenerife, España              | 37:53:09             | 10 km                |
| 2009                 | Cto. España Absoluto            | San Pedro del Pinatar, España | 3:41:02              | 50 km                |

## Premios, reconocimientos y distinciones
- Mejor Atleta español del Año 2004, 2005 , 2006 y 2007 según la RFEA.
- Mejor atleta español junior del año 1996.
- Medalla de Oro de la Real Orden del Mérito Deportivo, otorgada por el Consejo Superior de Deportes (2007)
- Hijo predilecto de Guadix (2007)
- Medalla de Oro de Andalucía (2003)
- Medalla Olímpica del COE (2004)
- Medalla de la Provincia de Granada (2002)